# Стратостат

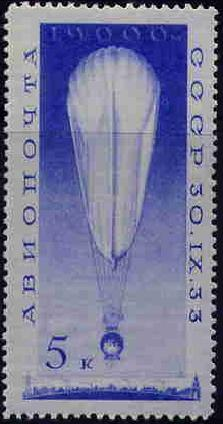
Почтовая марка с изображением стратостата «СССР-1»

Стратоста́т (стратосферный аэростат) — свободный аэростат, предназначенный для полётов в стратосферу, то есть на высоту более 11 км.
Стратостаты, предназначенные для подъёма только до нижних слоёв стратосферы, называются субстратостатами.

## Устройство и оборудование стратостата
Хотя стратостат, по сути, является аэростатом, его устройство имеет ряд существенных отличий от тропосферных и субстратосферных воздушных шаров в силу других условий полёта. Плотность воздуха в нижних слоях стратосферы на порядок меньше, а на высотах около 30 км на 2 порядка меньше, чем на уровне моря, поэтому для создания достаточной аэростатической подъёмной силы объём баллона должен быть достаточно большим и, как правило, превышает 14 000 м³, а объём самого крупного баллона составлял 850 000 м³. Вследствие сильного расширения газа с высотой на старте баллон имеет сильно вытянутую грушевидную форму, которая приближается к шарообразной вблизи верхней точки полёта (то есть на старте имеют очень низкую т. н. «степень наполнения»). Как правило, баллон стратостата наполняется гелием, в довоенное время в ряде полётов применялся водород, который намного дешевле и обладает большей подъёмной силой, но в смеси с воздухом крайне взрывоопасен. Небольшая удельная подъёмная сила газа на значительной высоте (вследствие низкой плотности воздуха) повышает требования к весу оболочки баллона. Обычно её делают из очень тонкого и прочного пластика. В большинстве случаев баллон оборудуется клапаном для стравливания газа, который используется для обеспечения снижения стратостата, а также для уменьшения скорости подъёма во время взлёта.
Гондола стратостата должна надёжно защищать экипаж от смертельных для человека условий стратосферы — низкого давления воздуха и низкой (до −70 °C) температуры. Оболочка гондолы должна выдерживать значительное внутреннее давление, она изготавливается из лёгких металлов, таких как алюминий, и обычно имеет сферическую форму. Как правило, полёт длится в течение многих часов, и экипажу необходима система регенерации воздуха, подобная той, которая применяется в подводных лодках и космических кораблях. Для поглощения углекислого газа может применяться гидроксид лития, для восполнения запасов кислорода — баллоны со сжатым, а в послевоенных полётах также с жидким кислородом.
Система терморегуляции служит для поддержания комфортной температуры в гондоле. Оригинальную систему применил в стратостате FNRS-1 Огюст Пикар: гондола была покрашена с одной стороны в белый, а с другой — в чёрный цвет, что при повороте к Солнцу соответствующей стороной приводило к нагреванию или остыванию гондолы. Однако в первых полётах устройство поворота гондолы не работало, что вызвало один раз перегрев, другой раз — сильное охлаждение воздуха в гондоле. В более поздних полётах использовалась относительно надёжная электрическая система терморегуляции.
Герметичная гондола затрудняет непосредственный сброс балласта, которым оснащают стратостат для регулирования скорости подъёма и спуска. В FNRS-1 для этого применялась специальная воронка, через которую можно было сбрасывать дробь без разгерметизации. В более поздних полётах применялась электромагнитная система сброса балласта, подобная применяемым в батискафах.
Измерительное и научное оборудование стратостата определяется целями полёта. Во всех полётах гондола оснащается внутренним и наружным термометрами и высотомером, достаточно часто используются счётчики радиоактивных частиц, оборудование для определения химического состава или забора проб воздуха, фото- и видеооборудование. В ряде полётов в состав оборудования включался телескоп для проведения астрономических наблюдений.

## FNRS-1

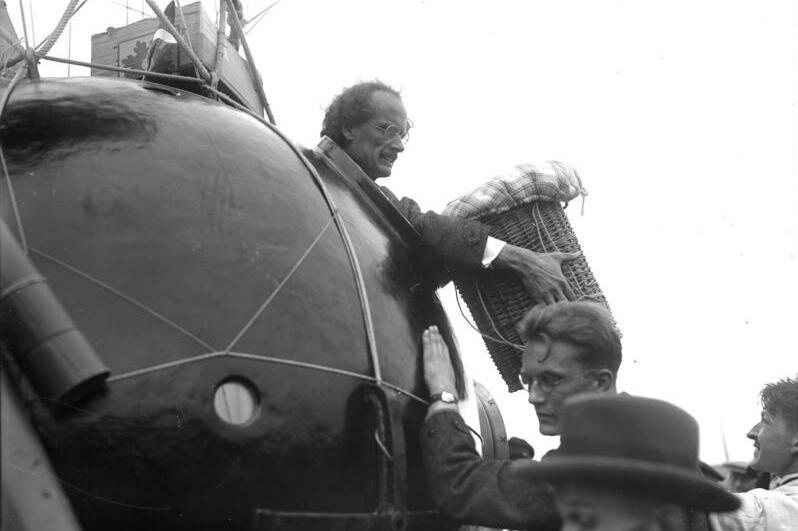
Огюст Пикар в гондоле стратостата FNRS-1

Первый в мире стратостат был сконструирован и построен швейцарским учёным Огюстом Пикаром, который планировал использовать его для исследования космических лучей. Стратостат был оборудован сферической герметичной гондолой из алюминия, которая защищала экипаж от непригодных для жизни условий стратосферы. Проектирование и создание гондолы было осуществлено в 1930 году при поддержке бельгийской организации Fonds National de la Recherche Scientifique (FNRS), в честь которой она была названа FNRS-1.
27 мая 1931 года Огюст Пикар и Пауль Кипфер совершили первый в истории полёт в стратосферу из города Аугсбург, Германия, достигнув высоты 15785 м. Через некоторое время после старта выяснилось, что гондола негерметична, но Пикару быстро удалось заделать щель. В ходе дальнейшего подъёма отказал механизм управления клапаном баллона, и стратостат потерял управление. В завершение выяснилось, что неисправна система терморегуляции гондолы, из-за нагрева солнцем температура поднялась до 40 °C при температуре воздуха снаружи стратостата −50 °C. Несмотря на все неприятности, ночью, когда баллон остыл, стратонавтам удалось благополучно приземлиться в тирольских Альпах. 18 августа 1932 года Пикар совершил второй рекордный полёт, в целом более удачный, вместе с бельгийским учёным Максом Козинсом. Стратостат стартовал из Цюриха и достиг высоты 16,2 км. Во время полётов Пикар собрал важные данные о верхних слоях атмосферы и о космических лучах.
Впоследствии Огюст Пикар использовал идею, заложенную в стратостате, при проектировании первого батискафа FNRS-2 — автономного глубоководного исследовательского аппарата. Батискаф был построен по той же схеме: герметичная гондола и баллон, но роль баллона, наполненного лёгким газом, играет стальной поплавок, наполненный бензином.

## Стратостаты в СССР

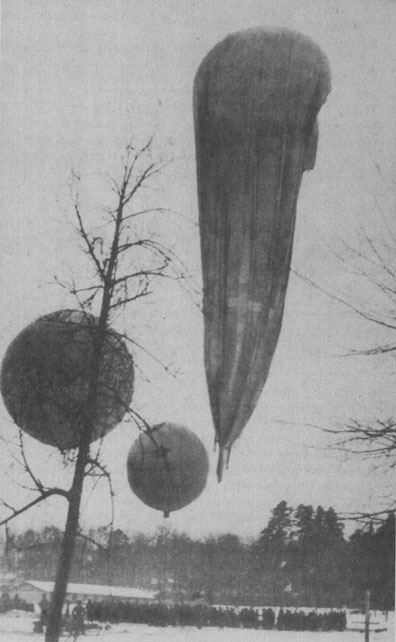
Стратостат «Осоавиахим-1»

В СССР полёты Пикара вызвали большой интерес, и в 1933—1934 годах были построены стратостаты «СССР-1» и «Осоавиахим-1». 30 сентября 1933 «СССР-1» конструкции К. Д. Годунова совершил полёт на высоту 19 км, установив новый мировой рекорд. Вместе с Годуновым стратостат пилотировали Э. К. Бирнбаум и выдающийся советский воздухоплаватель Г. А. Прокофьев.
30 января 1934 года в 9 утра из Кунцева (под Москвой) стартовал «Осоавиахим-1» с экипажем в составе П. Ф. Федосеенко, А. Б. Васенко, И. Д. Усыскин. Это был первый в истории зимний полёт стратостата. Несмотря на то, что Федосеенко, который руководил подготовкой стратостата, был очень опытным аэронавтом, летал ещё в гражданскую войну, участвовал в полётах с Фридманом, риск был велик. Около 12 часов дня, после достижения высоты 20,6 км, была потеряна связь с пилотами. Помятая гондола была обнаружена в 17 часов в Инсарском районе Мордовской области, возле села Потижский Острог, в 8 км южнее станции Кадошкино. Полёт завершился катастрофой, всё оборудование было разбито, члены экипажа погибли. Судя по записям в журнале, аппарат достиг высоты 22 км. По официальному заключению, причиной катастрофы стало превышение предельной безопасной высоты полёта для этого аппарата (около 20,5 км). Вследствие перегрева солнечным теплом оболочки произошёл сброс объёма газа, что затем сказалось на скорости спуска. Снижение происходило слишком быстро, скорость падения стала критической, и на высоте около 2 км произошёл отрыв гондолы от баллона. Дополнительными факторами, повлиявшими на исход полёта, были слабое крепление гондолы, запутывание клапанной верёвки и сложные условия полёта. Члены экипажа награждены орденом Ленина посмертно. Урны с прахом героев были захоронены в Кремлёвской стене лично Сталиным, Молотовым и Ворошиловым.
В 1934 году аварией закончился полёт стратостата «СССР-2».
26 июня 1935 года стартовал стратостат «СССР-1-бис» с экипажем в составе К. Я. Зилле, Ю. Г. Прилуцкий, А. Б. Вериго. После выполнения научной программы, в начале снижения, выяснилось, что оболочка баллона повреждена. Через некоторое время после входа в тропосферу, когда появилась возможность безопасно открыть люк, Прилуцкий и Вериго выпрыгнули с парашютом. Зилле удалось благополучно посадить облегчённую гондолу.
В 1937 году упал стратостат «СССР-3».
18 июля 1938 года из-за отказа кислородного оборудования погибли стартовавшие 16 июля с лётного поля под Звенигородом (Подмосковье) на субстратостате — физиологической обсерватории ВВА-1 для изучения влияния высотного давления на организм человека, воздухоплаватели Яков Григорьевич Украинский, Серафим Константинович Кучумов, Пётр Михайлович Батенко и Давид Евсеевич Столбун. 18 июля, во второй половине дня, шар-стратостат опустился на высоковольтную ЛЭП в центре города Сталино (сейчас Донецк). Взметнулось огромное пламя: взорвался водород, которым была заполнена оболочка шара ВВА-1. Стратонавты были похоронены в Сталино на пересечении бульвара Пушкина и проспекта 25-летия РККА. На их могиле 26 апреля 1953 г. был установлен памятник.
22 июня 1940 г. в 5.17 «Осоавиахим-2» стартовал в Звенигороде с майором И. И. Зыковым и научным работником АН СССР А. П. Кузнецовым. Перед стартом не было проверено состояние ранцевого механизма, и на первых же секундах взлёта на высоте 10 м произошло самоотделение гондолы от оболочки; экипаж отделался ушибами.
В 1958 году в СССР был построен стратостат «Волга».

## Проект Man High

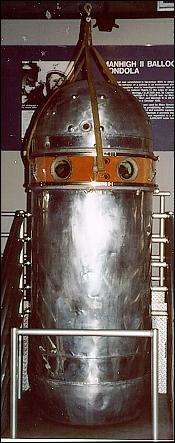
Гондола стратостата «Man High II»

Исследования Пикара также привлекли внимание и в США. Его брат-близнец Жан Пикар, гражданин США, в 1933—1934 построил стратостат «Век прогресса» (Century of Progress), который совершил два полёта, внеся весомый вклад в исследование стратосферы. Во втором полёте участвовала его жена Жанет, ставшая первой женщиной-стратонавтом. 11 ноября 1935 года американские исследователи А. Стивенс и О. Андерсон на стратостате Explorer-2 достигли высоты 22066 м, полёт водородного стратостата Explorer-1, состоявшегося за год до этого, завершился аварией, экипажу удалось спастись, выпрыгнув с парашютом.
В 1957—1958 годах ВВС США была проведена серия стратосферных полётов на высоту около 30 км, получившая название «Man High» (первоначальное название «Дедал»). Хотя в 1950-е годы самолёты уже достигали стратосферы, они не могли находиться там дольше нескольких минут, стратостат же мог висеть в условиях, близких к космическим, в течение многих часов, что имело большое значение для отработки систем жизнеобеспечения космических полётов.
9 ноября 1955 году был заключён контракт на создание первого стратостата серии «Man High». В 1956 году проект был детально разработан и утверждён командованием ВВС. Проект осуществлялся сотрудниками центра разработки ракетного вооружения ВВС и авиамедицинской полевой лаборатории, расположенных на базе ВВС США Холломан в штате Нью-Мексико. Руководителем был назначен полковник Джон Пол Стапп. Основными целями проекта были отработка систем жизнеобеспечения, контроля состояния пилота, катапультирования и посадки, исследование космической радиации и влияния условий высотного полёта на организм человека. Впоследствии многие из результатов, полученных в ходе реализации проекта, были использованы при создании серии американских космических кораблей «Меркурий».
В ходе подготовки были произведены испытания парашютной системы гондолы, отработана посадка на сушу и на воду, пилоты произвели ряд полётов в открытых аэростатах и прыжков с парашютом. 2 июня 1957 года в 6 часов 23 минуты возле города Саут Сент-Пол в штате Миннесота стратостат Man High I начал первый пилотируемый полёт. Пилотом стал Джозеф Киттингер. Максимальная высота полёта составила 29260 м, что значительно превышало достигнутые к тому времени результаты, несмотря на то, что продолжительность полёта была сокращена с 22 часов до 6,5 из-за небольшой утечки кислорода.
Man High II, пилотируемый Дэвидом Симонсом, поднялся в воздух 19 августа 1957 года из карьера около города Кросби в штате Миннесота. Общая высота стратостата составляла 107 м. Впервые в истории высота полёта превысила 30 км и составила в максимуме 30942 м. Длительность полёта составила 32 часа 10 минут вместо запланированных 24 часов. Симонс был вынужден задержать посадку из-за большого грозового фронта в расчётном районе, который делал её слишком опасной. В последние часы полёта подошёл к концу заряд аккумуляторов и начались проблемы в системе жизнеобеспечения, поэтому пилоту пришлось отключить систему охлаждения гондолы и пользоваться кислородной маской. Полёт завершился в 17 часов 20 августа в северной части штата Южная Дакота.
8 октября 1958 года состоялся третий полёт серии. Стратостат Man High III, пилотируемый Клифтоном МакКлюром поднялся в воздух с ракетного полигона Уайт Сендс в штате Нью-Мексико. Из-за повышения температуры в гондоле полёт был прерван досрочно, тем не менее стратостат успел достичь высоты 29870 м. Продолжительность полёта составила 12 часов.

## Проект «Red Bull Stratos»
14 октября 2012 года Феликс Баумгартнер, поднявшись на стратостате на высоту около 39 068 метров, совершил удачный прыжок с парашютом с высоты 39 045 метров. Ранее он совершил два подготовительных (тестовых) прыжка: 15 марта 2012 года — с высоты 21 818 метров (во время прыжка он провел около трёх минут и 43 секунд в свободном падении, достигая скорости более 580 км/ч, до открытия парашюта; в общем, прыжок длился около восьми минут и восьми секунд), а 25 июля 2012 года — с высоты 29 460 метров.

## Парашютные прыжки со стратостатов

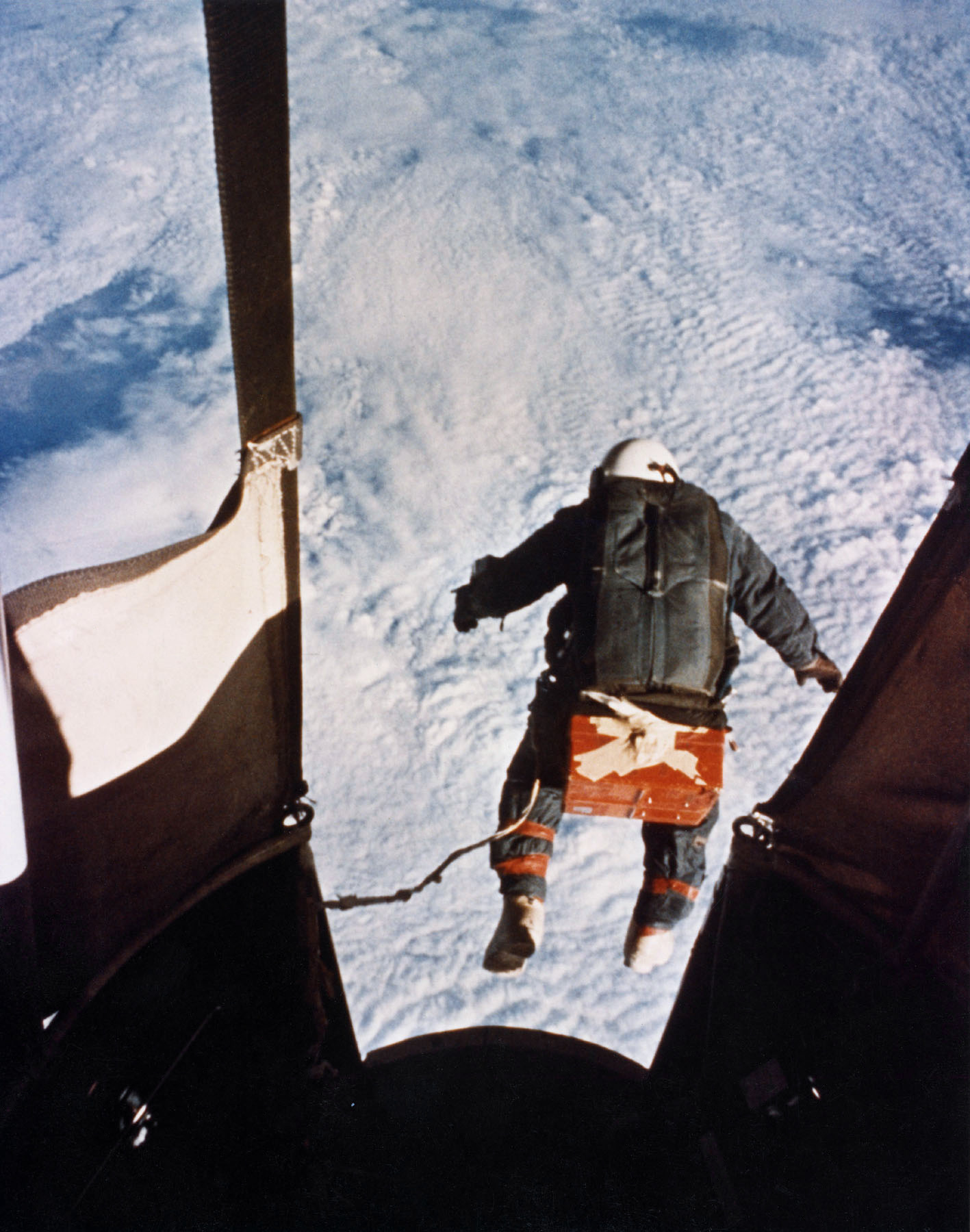
Рекордный прыжок Киттингера

В 1959—1962 годах было построено несколько стратостатов, предназначенных для испытания космических и авиационных скафандров и парашютных систем для приземления с большой высоты. Такие стратостаты были, как правило, оборудованы открытыми гондолами, от разрежённой атмосферы стратонавтов защищали скафандры. Эти испытания оказались предельно опасны. Из шести стратонавтов трое погибли, а один потерял сознание во время свободного падения.
Американский проект «Excelsior» включал три высотных прыжка из стратостатов объёмом 85 000 м³ с открытой гондолой, которые выполнил Джозеф Киттингер в 1959—1960 годах. Он испытывал компенсирующий гермокостюм со шлемом и двухступенчатый парашют системы Бопре, состоящий из стабилизационного парашюта диаметром 2 м, который должен предохранять парашютиста от вращения при полёте в стратосфере и основного парашюта диаметром 8,5 м для приземления. В первом прыжке с высоты 23300 м из-за раннего раскрытия стабилизационного парашюта тело пилота начало вращаться с частотой около 120 об/мин и он потерял сознание. Лишь благодаря автоматической системе раскрытия основного парашюта Киттингеру удалось спастись. Второй и третий полёты прошли более удачно, несмотря на то, что в третьем произошла разгерметизация правой перчатки и рука пилота сильно распухла. В третьем полёте, который состоялся 16 августа 1960 года, Киттингер установил сразу несколько рекордов — высоты полёта на стратостате, высоты свободного падения и скорости, развитой человеком без использования транспорта. Падение продолжалось 4 минуты 36 секунд, за которые пилот пролетел 25816 м и на некоторых участках развил скорость около 1000 км/ч, вплотную приблизившись к скорости звука. Полёты в рамках проекта «Excelsior» дали важные результаты для разработки авиационных гермокостюмов и систем спасения.
Проект «StratoLab» включал четыре субстратосферных полёта и пять стратосферных, из которых четыре — с герметичной гондолой и один (StratoLab V) с открытой. В ходе полётов была выполнена обширная научная программа, включающая исследование состава воздуха в стратосфере, космических лучей и атмосферного электричества, а также астрономические наблюдения. Полёт StratoLab V «Lee Lewis» состоялся 4 мая 1961 года. Стратостат объёмом свыше 283 000 м³ был запущен с авианосца Antietam в Мексиканском заливе и через 2 часа 11 минут после старта достиг рекордной высоты 34668 м. Стратонавты Малколм Росс и Виктор Претер были одеты в космические скафандры. После успешного приводнения Претер погиб, не удержавшись на трапе во время подъёма на вертолёт и захлебнувшись. Он раньше времени разгерметизировал скафандр, так как был уверен, что опасность миновала.

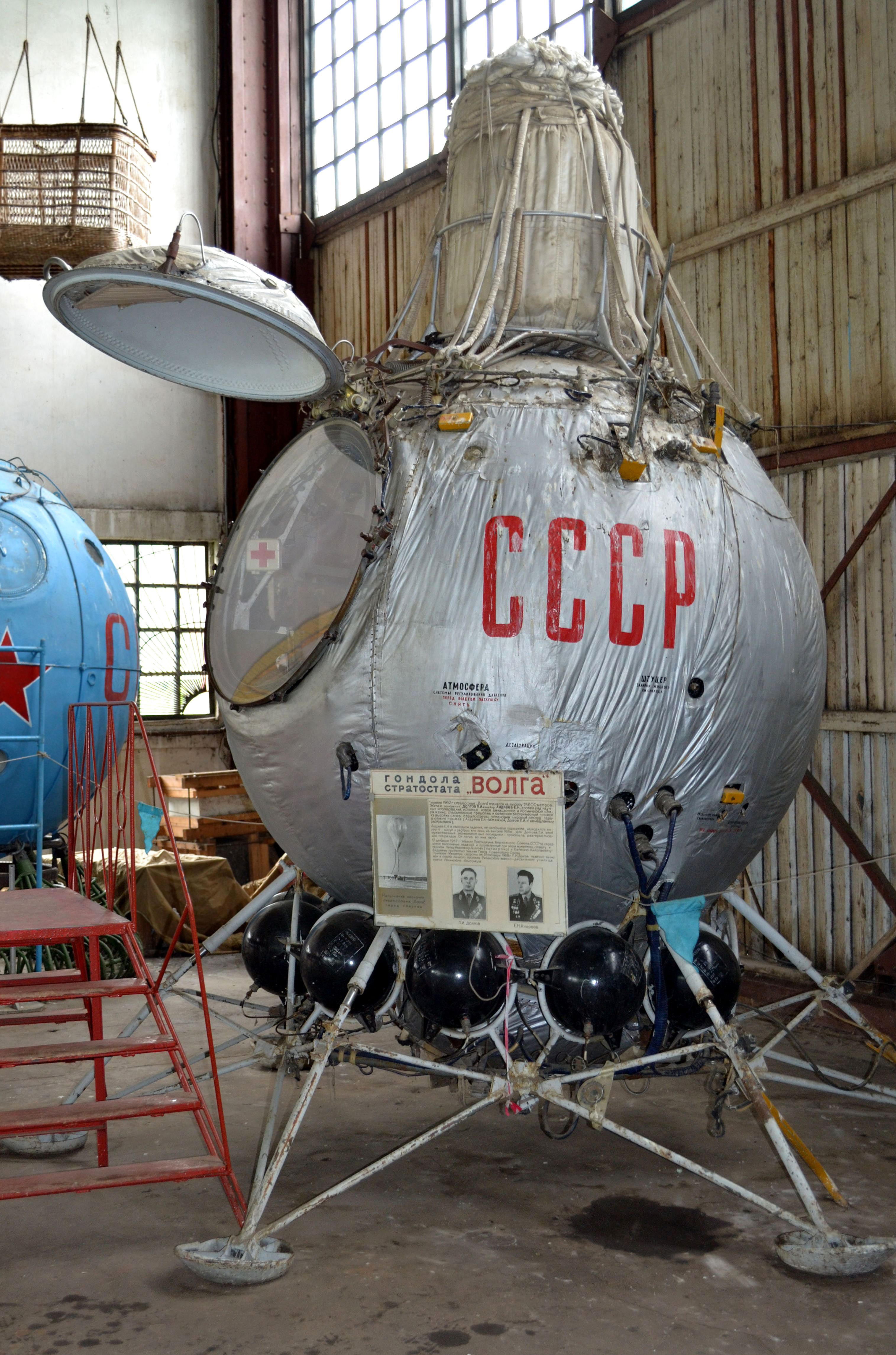
Гондола стратостата «Волга» в Центральном музее ВВС.

В СССР для подобных испытаний использовался стратостат «СС»-«Волга», созданный ОКБ-424 (ныне ГУП «Долгопрудненское конструкторское бюро автоматики») под руководством Гудкова М. И., герметичная гондола которого имитировала спускаемый аппарат космического корабля, была снабжена устройством для стравливания воздуха и устройством катапультирования вниз (первый беспилотный полёт в 1959 г.). 1 ноября 1962 года состоялся пилотируемый рекордный полёт с парашютными прыжками. Стратостат с испытателями Евгением Андреевым и Петром Долговым достиг высоты 25458 м, после чего гондола была разгерметизирована и Андреев катапультировался. Он пролетел в свободном падении около 24500 м и благополучно приземлился. Ему принадлежит зарегистрированный рекорд высоты свободного падения (рекорд Киттингера был установлен с использованием стабилизационного парашюта). Долгов прыгнул с высоты 28640 м, но случайно разгерметизировал шлем при катапультировании из-за удара о выступающий элемент кабины и погиб. Андрееву и Долгову было присвоено звание Героя Советского Союза (Долгову посмертно).
Стратостат СС-«Волга» активно использовался не только для рекордных парашютных прыжков, но и для вполне обычных испытательных полётов по отработке систем спасения, жизнеобеспечения и др. узлов и систем, изучении состояния организма при полёте. На нём разными пилотами-испытателями (например, будущим лётчиком-космонавтом СССР, майором В. Г. Лазаревым) налётано десятки часов каждым.
В 1965—1966 годах американский парашютист Николас Пиантанида предпринял три попытки побить рекорды, установленные Андреевым и Киттингером, инициировав проект «StratoJump». 22 октября 1965 года состоялась первая попытка, длившаяся около 30 минут. На высоте около 7 км баллон был повреждён и пилот спасся на парашюте. Во время второго полёта 2 февраля 1966 стратостат поднялся на высоту 37600 м, установив рекорд. Но Пиантанида не смог отключиться от установленного в гондоле баллона с кислородом и перейти на автономную систему скафандра, поэтому прыжок пришлось отменить. По команде с земли гондола отделилась от стратостата и успешно опустилась на парашюте. 1 мая 1966 года состоялся третий полёт, который закончился трагедией — при подъёме на высоте 17500 м произошла разгерметизация скафандра и парашютист погиб.
3 сентября 2003 года была произведена попытка установить новый рекорд высоты полёта стратостата. Баллон QinetiQ-1 высотой 381 м и объёмом около 1 250 000 м³, изготовленный британской фирмой QinetiQ, должен был поднять открытую гондолу с двумя пилотами, одетыми в космические скафандры, на высоту 40 км. Попытка завершилась провалом — через некоторое время после начала наполнения баллона гелием в оболочке обнаружилось повреждение и полёт был отменён.
14 октября 2012 года австрийский парашютист Феликс Баумгартнер в рамках проекта «Red Bull Stratos» совершил прыжок с парашютом с высоты 39 км. Во время свободного падения парашютист смог безо всяких технических средств преодолеть скорость звука (от атмосферы его тело было отделено только скафандром). Полёт и приземление прошли успешно. На данный момент (14 октября) зарегистрированы три рекорда — самый высокий пилотируемый полёт на стратостате, самый продолжительный прыжок с парашютом и самую высокую скорость свободного падения.
24 октября 2014 года вице-президент компании Google по разработкам Алан Юстас совершил прыжок с высоты 41419 м. В отличие от проекта Red Bull Stratos, в котором парашютист до необходимой высоты поднимался в специальной герметичной гондоле, в Google пошли другим путём, и решили отказаться от гондолы. Гондола Red Bull весила 1400 кг, и для её подъёма до высоты 39 км был необходим огромный баллон. В проекте Google решили сконцентрироваться на костюме: костюм просто подвешивался под шаром, и на необходимой высоте отцеплялся от него посредством пиро-болта. При этом подвешиваемая масса под баллоном оказалась всего 212 кг; за счёт этого получилось на шаре с практически в пять раз меньшим объёмом подняться на большую высоту. Однако костюм получился очень громоздким, и в нём невозможно было передвигаться самостоятельно. Несмотря на большую высоту прыжка, Алан Юстас развил в падении меньшую скорость (1321 км/ч), чем Феликс Баумгартнер, так как стабилизирующий парашют был открыт сразу после отцепки от стратостата.

## Некоторые полёты стратостатов
| Дата полёта | Стратостат                 | Экипаж                                         | Объём баллона, м³ | Достигнутая высота, м | Время в полёте |
| ----------- | -------------------------- | ---------------------------------------------- | ----------------- | --------------------- | -------------- |
| 27.05.1931  | FNRS-1 (Бельгия)           | О. Пикар, П. Кипфер                            | 14 300            | 15 785                | 16 ч           |
| 18.08.1932  | FNRS-1 (Бельгия)           | О. Пикар, М. Козинс                            | 14 300            | 16 200                | 11 ч 45 мин    |
| 30.09.1933  | СССР-1 (СССР)              | Г. А. Прокофьев, К. Д. Годунов, Э. К. Бирнбаум | 25 000            | 18 501                | 8 ч 20 мин     |
| 20.11.1933  | Century of Progress (США)  | Т. Сеттл, К. Фордни                            | 17 000            | 18 592                | —              |
| 30.01.1934  | Осоавиахим-1 (СССР)        | П. Ф. Федосеенко, А. Б. Васенко, И. Д. Усыскин | 25 000            | 21 946                | 7 ч 4 мин      |
| 28.07.1934  | Explorer-1 (США)           | А. Стивенс, О. Андерсон, У. Кепнер             | 85 000            | 18 475                | —              |
| 18.08.1934  | FNRS-1 (Бельгия)           | М. Козинс, Н. ван дер Элст                     | 14 300            | 16 000                | 14 ч           |
| 23.10.1934  | Century of Progress (США)  | Жан и Жанет Пикар                              | 17 000            | 17 672                | 7 ч 54 мин     |
| 26.06.1935  | СССР-1-бис (СССР)          | К. Я. Зилле, Ю. Г. Прилуцкий, А. Б. Вериго     | 25 000            | 16 200                | 2 ч 37 мин     |
| 11.11.1935  | Explorer-2 (США)           | А. Стивенс, О. Андерсон                        | 105 000           | 22 066                | 8 ч 15 мин     |
| 08.11.1956  | StratoLab-1 (США)          | М. Росс, Л. Льюис                              | 56 600            | 23 165                | 6 ч            |
| 02.06.1957  | Man High-1 (США)           | Дж. Киттингер                                  | 56 600            | 29 260                | 6 ч 34 мин     |
| 19.08.1957  | Man High-2 (США)           | Д. Симонс                                      | 85 000            | 30 942                | 32 ч 10 мин    |
| 08.10.1958  | Man High-3 (США)           | Кл. МакКлюр                                    | 85 000            | 29 870                | 12 ч           |
| 16.11.1959  | Excelsior-1 (США)          | Дж. Киттингер                                  | 85 000            | 23 300                | —              |
| 11.12.1959  | Excelsior-2 (США)          | Дж. Киттингер                                  | 85 000            | 22 800                | -              |
| 16.08.1960  | Excelsior-3 (США)          | Дж. Киттингер                                  | 85 000            | 31 333                | 1 ч 43 мин     |
| 04.05.1961  | StratoLab-5 (США)          | М. Росс, В. Претер                             | 283 000           | 34 668                | 9 ч 54 мин     |
| 01.11.1962  | СС — Волга (СССР)          | П. И. Долгов, Е. Н. Андреев                    | 72 900            | 25 458/28 640         | 2 ч 20 мин     |
| 13.12.1962  | Stargazer (США)            | Дж. Киттингер, У. Уайт                         | —                 | 26 200                | 3,5 ч          |
| 02.02.1966  | StratoJump-2 (США)         | Н. Пиантанида                                  | 141 600           | 37 643                | —              |
| 01.05.1966  | StratoJump-3 (США)         | Н. Пиантанида                                  | 141 600           | 17 500                | —              |
| 14.10.2012  | Red Bull Stratos (Австрия) | Феликс Баумгартнер                             | 850 000           | 39 068                | 2 ч 30 мин     |
| 24.10.2014  | Google Strato (США)        | Алан Юстас                                     | —                 | 41 419                | 2 ч 23 мин     |